# Carl Russ
(en) Statistiques sur pro-football-reference
James Carlton Russ dit Carl Russ (né le 16 février 1953 à Muskegon) est un joueur américain de football américain évoluant au poste de linebacker.

## Carrière

### Université
Russ fait ses études à l'université du Michigan, jouant pour l'équipe de football américain des Wolverines.

### Professionnel
Carl Russ est sélectionné au treizième tour du draft de la NFL de 1975 par les Falcons d'Atlanta au 315e choix. Pour sa première saison en professionnel (rookie), il entre au cours de quatorze matchs avant d'être libéré lors de la off-season. Avant le début de la saison 1976, il signe avec les Jets de New York où il entre au cours de trois matchs, réalisant sa seule récupération de fumble. En 1977, il ne joue que deux matchs avant d'être remercié par les Jets.